# Stankovce
Stankovce (rusínsky Станковцы, maďarsky Sztankóc) jsou obec na Slovensku v okrese Trebišov. V období let 1964 až 1968 byly s obcí Kravany součástí obce Podhorany.

## Polohopis
Stankovce leží v severozápadní části Východoslovenské nížiny, v nadmořské výšce kolem 140 m n. m. Leží na úpatí Slanských vrchů.
Obcí protéká potok Viničkov. Západně od obce teče potok Rakovec a východně Polianský kanál.

## Symboly obce
Podle heraldického rejstříku obec tyto symboly přijala 4. května 2005. Ve znaku je tradiční zemědělský motiv podle otisku pečetidla z roku 1786 doplněný o symboliku ovocnářství.

### Znak
V červeném štítě ze zlatého pažitu na listnatých stéblech vyrůstající tři velké zlaté bezosinaté klasy – bočně odkloněné – doprovázené dvěma stříbrnými jablky.

### Vlajka
Vlajka má podobu čtyř podélných pruhů bílého, červeného, žlutého a bílého v poměru 1:3:3:1. Vlajka má poměr stran 2:3 a ukončena je třemi cípy, tj. dvěma zástřihy, sahajícími do třetiny jejího listu.

## Dějiny
Podle Uličného je první písemná zmínka o Stankovcích v listině Jágerské kapituly z roku 1355 o dělbě části statků panství Sečovce mezi příslušníky rodu Bokša. Dělba se vztahovala rovněž na vesnici Stankovce.
Název vesnice se v minulosti vyskytoval jako:
- Stankolch (1359, 1441)
- Staňkoch (1355, 1398)
- Zthankowcz (1459)
- Zthankocz (1499)
- Ztankoc (1567, 1582, 1600)
- Sztankócz (1796, 1851)
- Sztankocs (1715)
- Stankócz, Stankowce (1773–1918)
- Podhorany (1964–1968)
- Stankovce (od roku 1920)

Jednalo se většinou o pomaďarštěné tvary původního slovenského názvu Stankovce, jehož kořen byl ve jménu Stanko. Blíže neznámý muž takového jména mohl být zemanským vlastníkem statku a zakladatelem vsi v 13. století, případně šoltysem ve vznikající vesnici v první polovině 14. století.
Staňkovští sedláci (s výjimkou rychtáře) platili v roce 1441 daň králi 13,5 zlatého, hospodařili tedy na více než 13 a půl selských usedlostech. Později většina sedláků zchudla, nebo se odstěhovala. V roce 1567 byli zdaněni za tři statky, tři domácnosti byly chalupnické a tři usedlosti byly opuštěné. V roce 1582 byli sedláci zdaněni za dva statky. V roce 1600 měla ves dvanáct obydlených poddanských domů.
Na přelomu 16. a 17. století byly Stankovce středně velkou vesnicí s poddanským obyvatelstvem.
Chudoba selských usedlostí v Stankovcích se zvětšovala i v 17. století. Současně se snižoval i počet obydlených poddanských domů. V roce 1610 byli zdaněni tehdejší sedláci i chalupníci dohromady za půl statku, v roce 1635 jen sedláci pouze za čtvrt statku (chalupníci tehdy už nebyli).
Podle Borovského v 14. až 17. století byly Stankovce majetkovou součástí sečovského panství a ve vlastnictví jasenské, čopské větve rodu Bokša a od konce 16. století i Drugetovců, v 17. století Rákocziovců.
V roce 1421 získává díly Ján Zeretvai.
V roce 1450 se stávají vlastníky rodiny Lesznayovců a Csapyovců. V roce 1495 se objevuje Šimon Stankóczy, který v roce 1496 stál v čele vácské diecéze. V roce 1577 získává díly Martin Posgay a v roce 1584 Juraj Sztankózcy. Při soupisu v roce 1598 byli vlastníky pozemků vdova Losonczyová, Štefan Tussay, František a Žigmund Rákociové, Ján Sztankóczy a vdova Sztankóczyová. V roce 1629 zde získali nové pozemky Csapyovci, později baron a hrabě Barkóczy, baron Fischer, rodiny Máriássiovců, Szirmayovců, Soósovců, Molnárovců, Kéryovců a Bernáthovců.
V 17. století v obci vypukla morová epidemie. Na přelomu 17.a 18. století byly Stankovce pravděpodobně malou vesnicí. V blízkosti Stankovců ležela kdysi Ádámtelke (alias Gyülvész-menší obec), která byla v roce 1457 pustinou Zomboriho Demjéna.
V roce 1715 se v soupisu poddaných připomíná 11 poddanských hlav rodin:
Gregor Papco, Michal Širko, Ján Stanko, Kundrát Orosz, Alexander Prokop,
Vasiľ Koscelansky, Michal Kaňuch, Ján Tordák, Juraj Sabadoš, Pavel Parihus,
František Černý.
Podle Tereziánského urbáře z roku 1774 byli v obci tito poddaní:
Michal Štefan, Michal Koscelanski, Michal Senko, Michal Haber, Štefan Papco, Michal Kuzma, Michal Širko, Ivan Papco, Timotej Rusnák, Vasiľ Sabolčák, Lukáš Kanda, Juraj Masič, Juraj Ňavoľáš, Fedor Brinda, Juraj Jančov, Ján Poľačok, Fedor Diak, Ján Trela, Michal Sabadoš, Vasiľ Popovič, Ján Dzbor, Juraj Hvasta, Vasiľ Rusnák, Fedor Tudival.
Podle lexikonu osad z roku 1773 to byla rusínská vesnice.
I podle Korabinského lexikonu z roku 1786 to byla rusínská vesnice s řeckokatolický chrámem. Valyi ji v roce 1796 označil jako slovenskou a Fényés v roce 1851 jako rusínskou vesnici. Podle sčítání lidu v roce 1900 bylo v obci 97,8% obyvatel slovenské národnosti
Vesnice byla zpočátku římskokatolická. Během reformace přešlo obyvatelstvo na protestantskou víru. Během protireformace v 17. století se vesnice z protestantské víry nevrátila zpět na římskokatolickou, ale konvertovala na řeckokatolickou. Šlo o obyvatele slovenského původu, ale částečně i rusínského přistěhovalého obyvatelstva ze severu. V roce 1831 se obyvatelé vesnice zúčastnili selského povstání, které vypuklo v Zemplíně. V roce 1896 se připomíná v obci škola patřící pod řeckokatolickou farnost, ale v roce 1900 již byla škola státní stejně jako v roce 1905.
V roce 1900 se uvádělo, že z 279 obyvatel obce bylo starších než 6 let 234 obyvatel, z toho číst a psát umělo 132 obyvatel. V roce 1910 z 263 obyvatel bylo starších než 6 let 221 obyvatel, přičemž číst a psát umělo 136 lidí.
Do příchodu válečné fronty v roce 1944 žilo v 64 domech celkem 269 obyvatel. Konala se zde i významná porada ilegálních pracovníků Staňkovské doliny na pomoc partyzánskému hnutí, proto němečtí fašisté neušetřili ani Stankovce a jako partyzánskou obec ji dne 1. prosince 1944 vypálili. Ze 64 obytných domů jich shořelo 60, celkem bylo vypáleno 94 stavení a obyvatelstvo bylo vyhnáno do hor. Obec byla 1. prosince 1944 osvobozena vojsky Sovětské armády.
Z 92 % zničená obec byla po válce za pomoci státu znovu vybudovaná. Ve dvouletce a v akci K bylo vybudováno 60 nových obytných domov.

## Církev
V roce 1805 byla v obci založena řeckokatolická farnost. V roce 1856 byl postaven řeckokatolický chrám, který byl během 2. světové války přestavěn, ikonostas se ale nedochoval, protože shořel při vypálení vesnice Němci. Přestavěný chrám (Cerkev) je zasvěcen Přesvaté Bohorodičce ochránkyni a byl dostavěn v roce 1955. Do staňkovské řeckokatolické farnosti patřili kromě obyvatel Stankovců i obyvatelé obcí Kravany a Višňov řeckokatolického vyznání.
Římští katolíci patřili pod katolický distrikt Parchovany, protestanti a židé pod distrikty v Sečovcích.

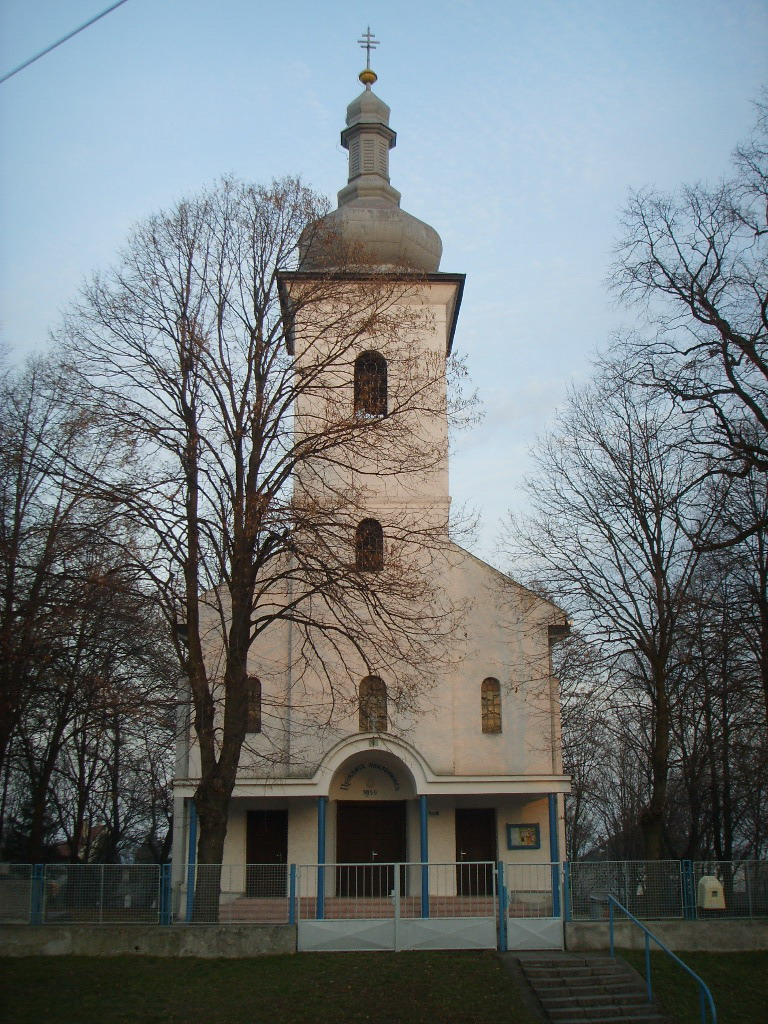
Řeckokatolický chrám

Podle matriky a obecní kroniky byly v obci tito kněží:
- Ján Koščák 1792–1805
- Peter Stavrovský 1805–1813
- Pavol Bovankovič 1813–1822
- Ján Rusinko 1822–1824
- Teodor Bokšaj 1824–1837
- Andrej Molnár 1837–1839
- Vincent Fuhrmann 1839–1851
- Michal Kolbašovský 1851–1856
- Ján Michalovič 1856–1861
- Štefan Dubay 1861–1878
- Anton Azarov 1887–1894
- Kornel Antalóczy 1894–1899
- Július Pajkossy 1899–1907
- Alexander Sabov 1907–1908
- Ján Demeter 1908–1912
- Emil Petach 1912–1915
- Štefan Terebeš 1915–1920
- Ján Želtvay 1920–1925
- Andrej Fankovič 1925–1928
- Teodor Dudinsky 1928–1940
- Pavol Tirpák 1940–1945
- Jozef Borovský 1945–1948
- Michal Dančák 1948–1968
- Ján Pejo 1968–1969
- Michal Ďurišin 1969–1970
- Michal Kučera 1970–1981
- Michal Serdi 1981–1991
- Ján Liber 1991–1992
- Miroslav Dancák (zastupující z Vojčic) 1992–1996
- František Tirpák 1996–2001
- Martin Demo 2001–2004
- Ján Ostapčuk 2004–2008
- František Fedorišin 2008–2012
- Ján Lemeš 2012

Přehled věřících v jednotlivých letech:
| Rok sčítání | Řím.kat.církev | Řec.kat.církev | Reformovaní | Židé |
| ----------- | -------------- | -------------- | ----------- | ---- |
| 1844        | 80             | 210            | -           | 16   |
| 1851        | 98             | 277            | 2           | 24   |
| 1857        | 76             | 275            | -           | 19   |
| 1877        | 72             | 181            | -           | 10   |
| 1885        | 79             | 181            | -           | 10   |
| 1900        | 97             | 175            | -           | 7    |
| 1930        | 94             | 124            | -           | 6    |
| 1991        | 92             | 79             | -           | -    |

## Politika

### Starostové
- 1968–1998 Ján Urban
- 1998–2002 PhDr.Jozef Horňáček
- 2002–2010 Ján Paulišin
- 2010 Ing. Ján Krucovčin

## Galerie

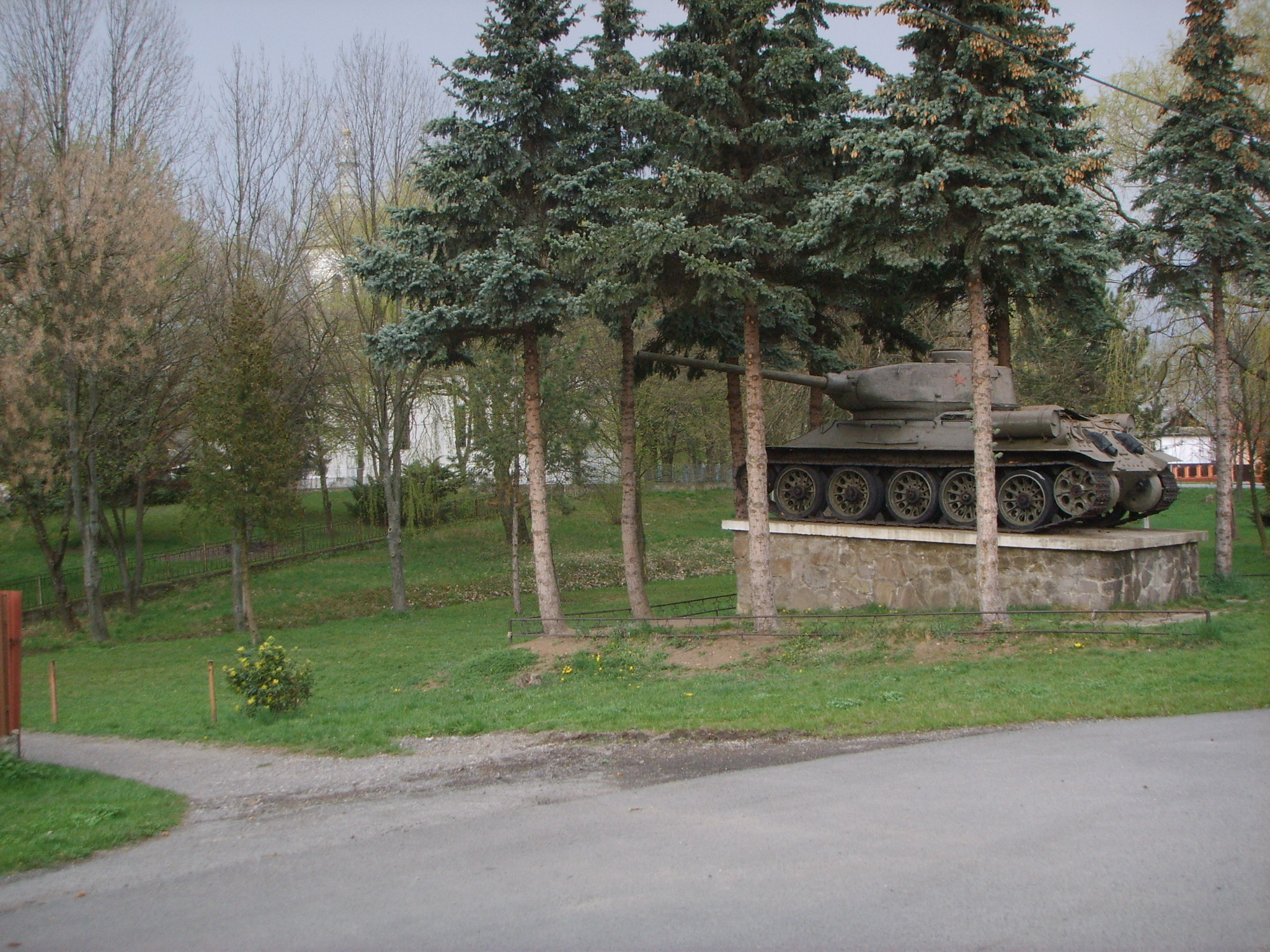
Tank uprostřed obce
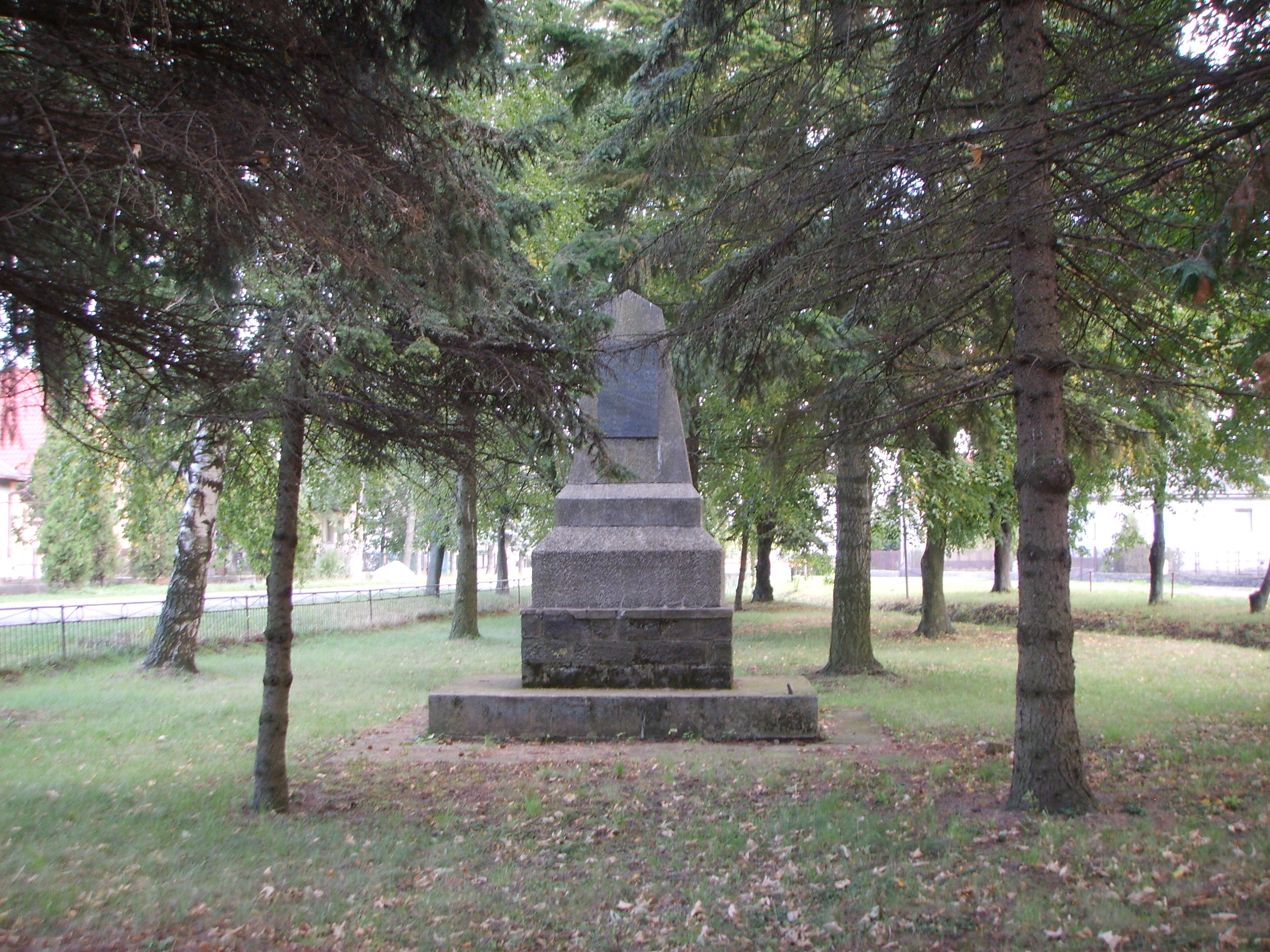
Památník 2. světové války
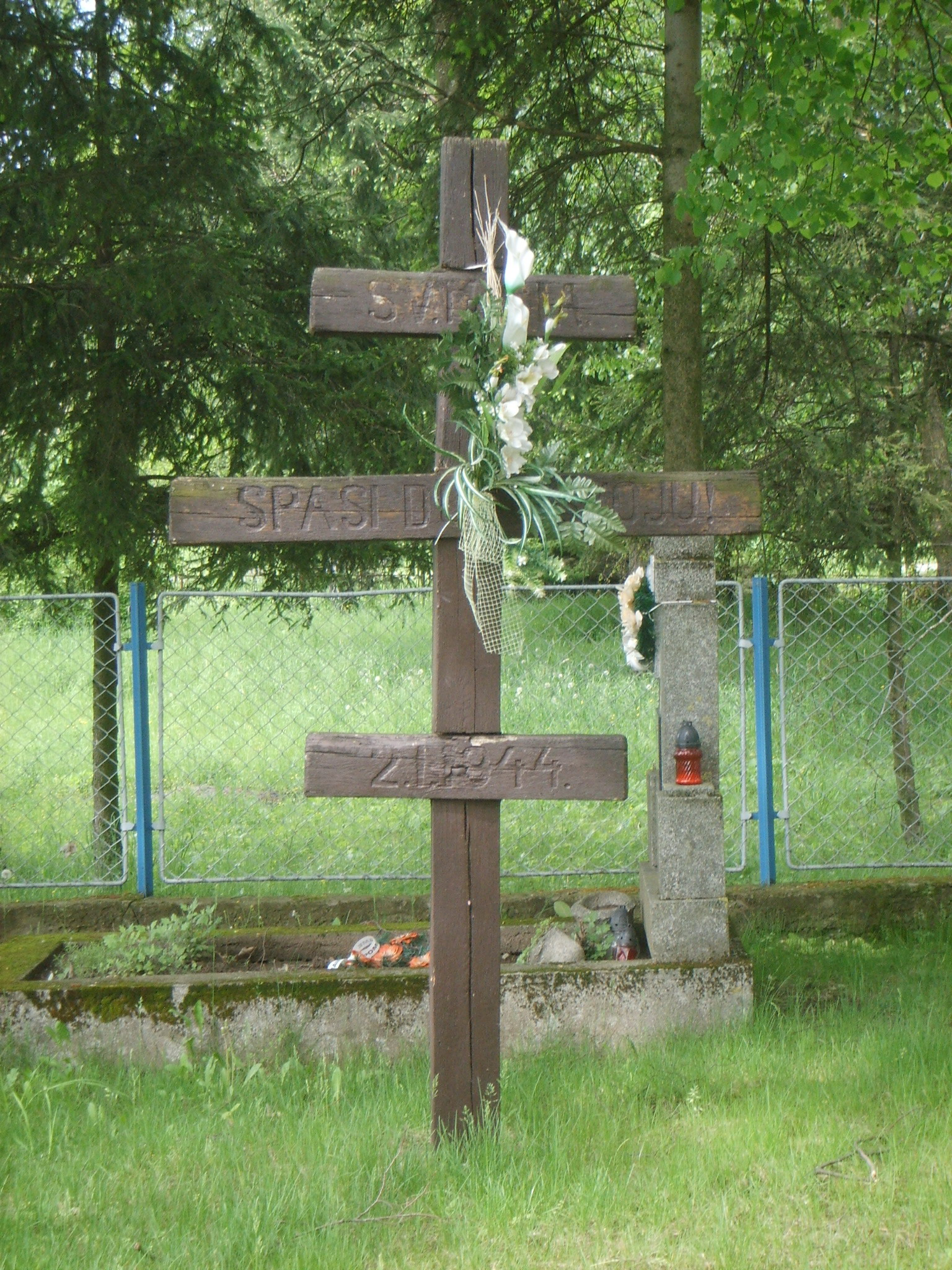
Kříž u chrámu
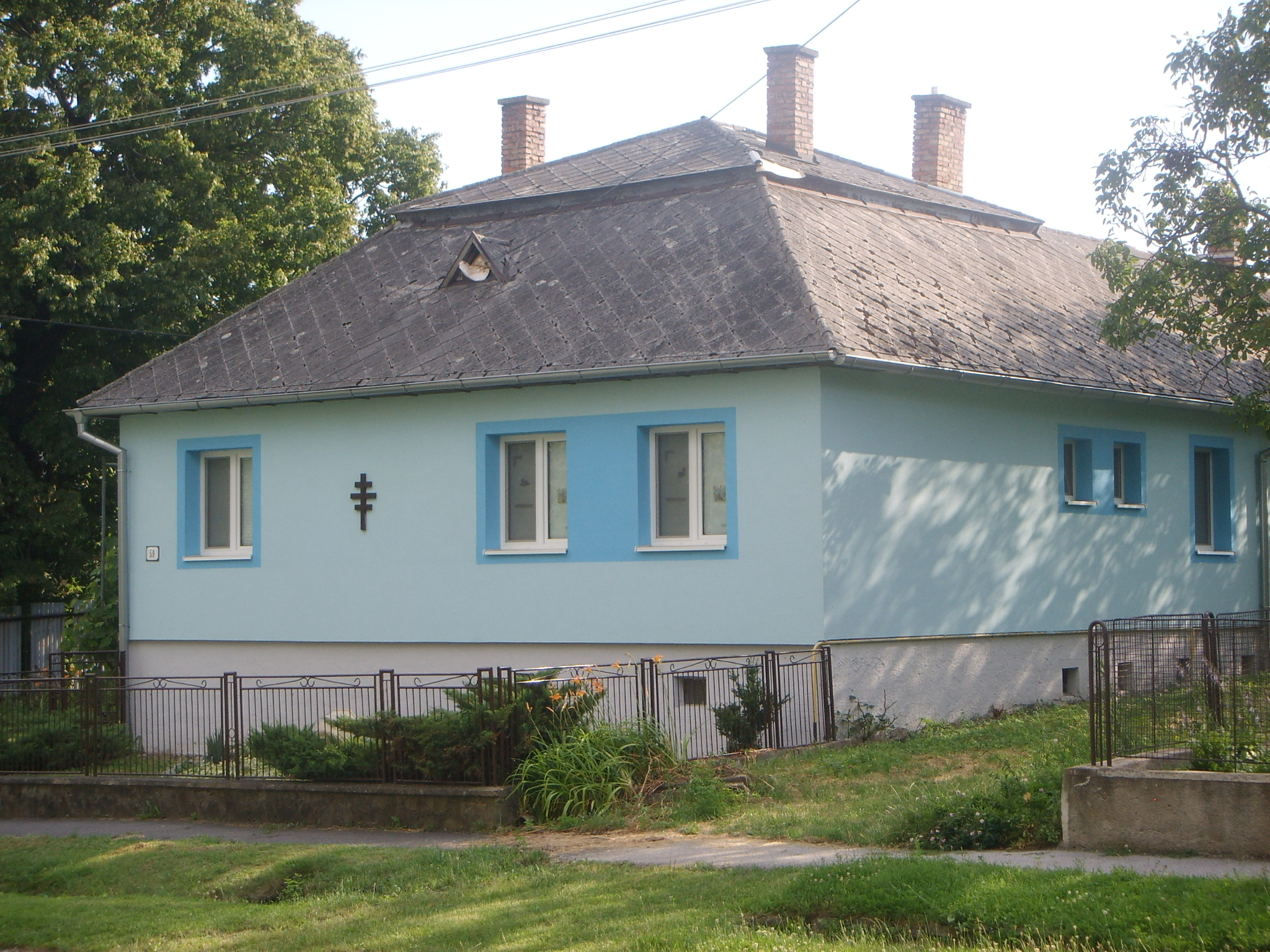
Farní úřad